# 霍納迪岩
54°1′S 38°1′W / 54.017°S 38.017°W
霍納迪岩（英語：Hornaday Rock），是南極洲的海灣，位於南喬治亞群島，處於亞歷山德拉角西南面1.1公里的伯德灣，由英國南極名稱諮詢委員會命名，由英國海外領土管轄。